# Synagogue Rabbi Shalom Zaoui
La synagogue Rabbi Shalom Zaoui (arabe : كنيس ربي شالوم الزاوي) est une synagogue située dans le quartier juif le mellah de la  médina de Rabat.
Située pas loin de Bab Diouana et contiguë à la muraille andalouse de la médina, la synagogue est accessible par une cour peinte d'un rouge vif. Elle aborde un style mauresque repérable à travers les formes trilobées sur les fenêtres et les lampes semblables aux lampes des mosquées.
La synagogue porte le nom de Rabbi Shalom Zaoui (né vers 1839 et mort vers 1918), un rabbin respecté et vénéré par sa communauté. Elle fut jadis la maison de ce tasdik.

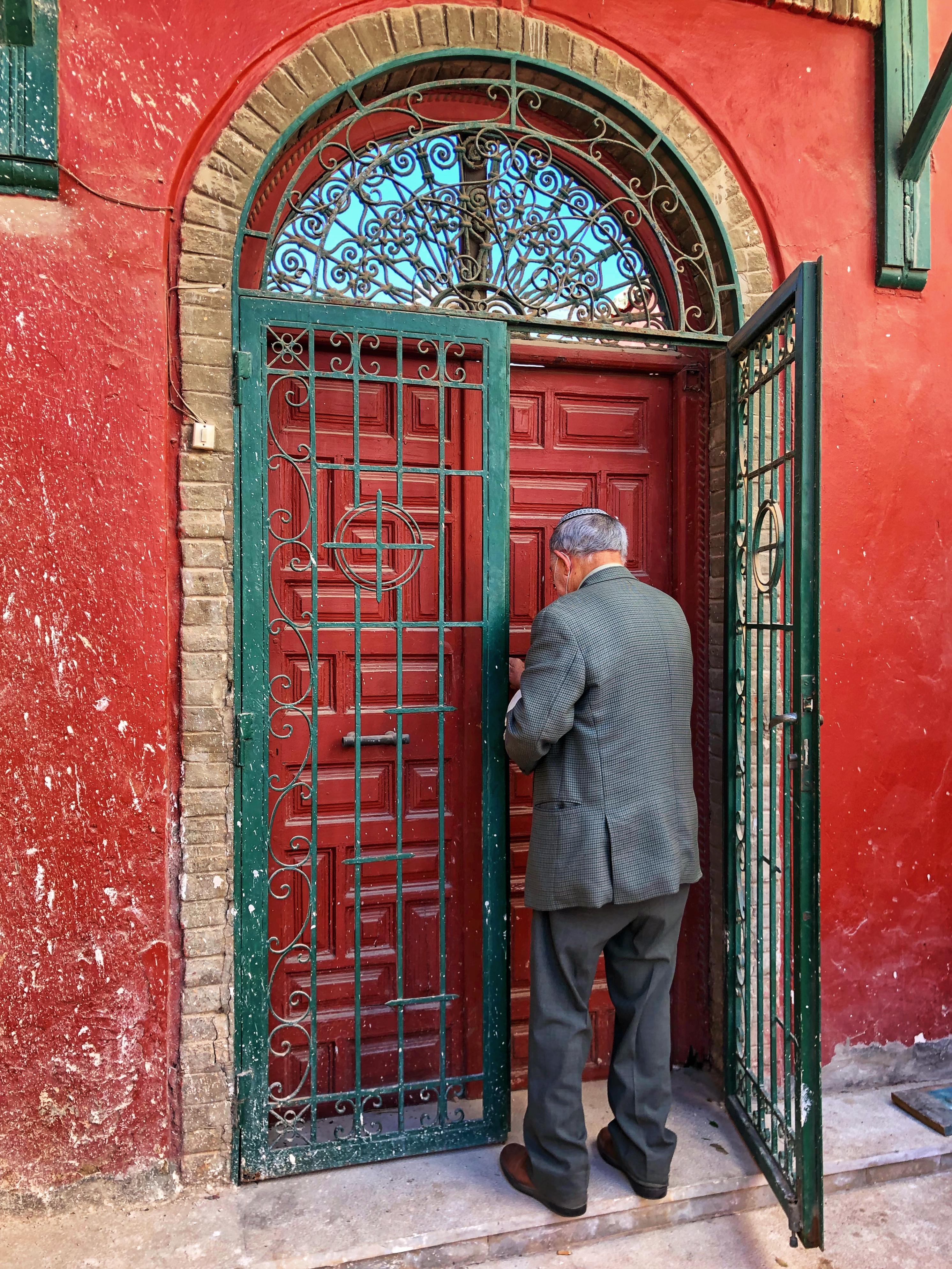
Le rabbin Menaham Dahan ouvrant la porte extérieur de la synagogue.
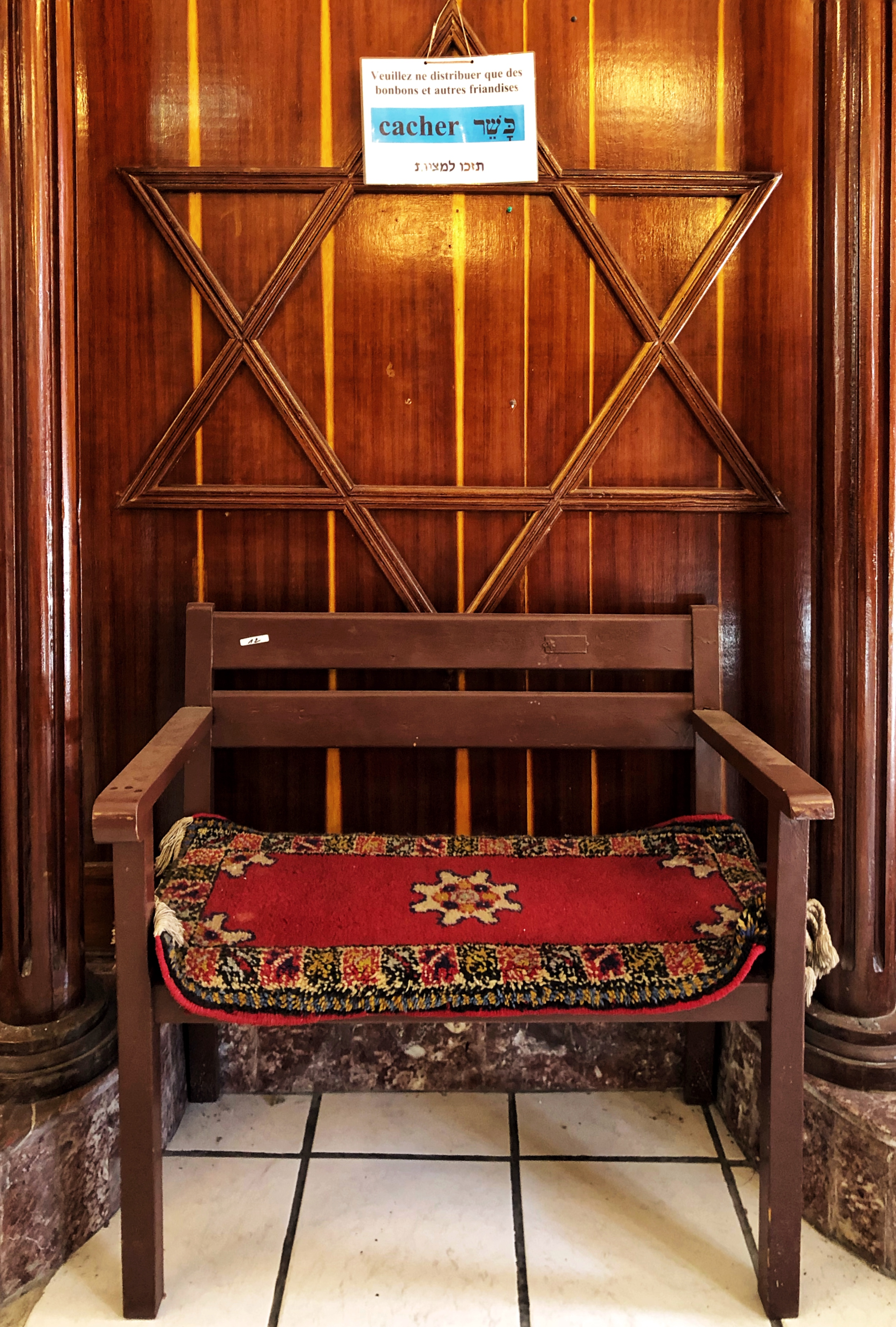
Chaise de circoncision.
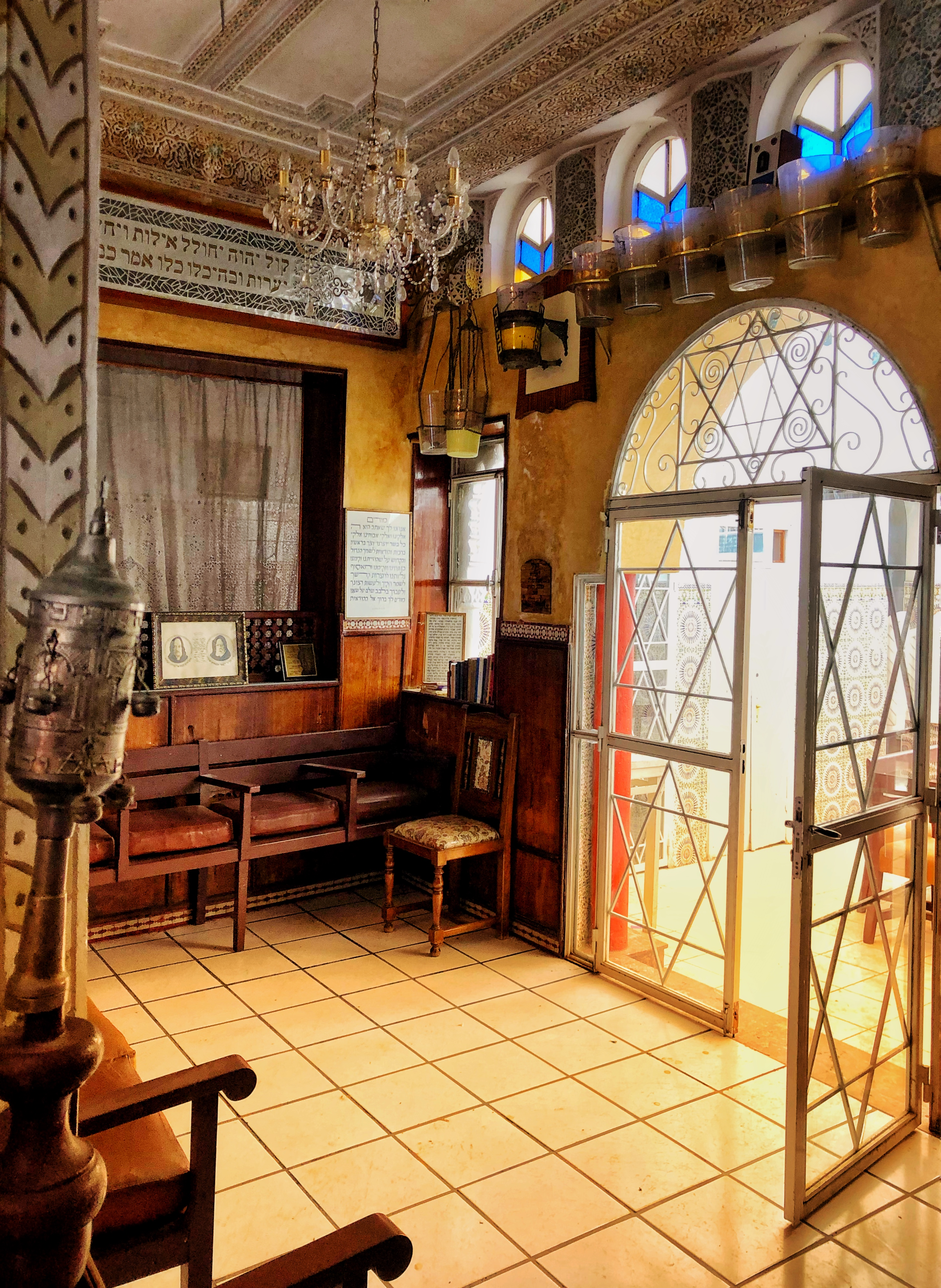
Porte donnant sur la basse-cour de la synagogue
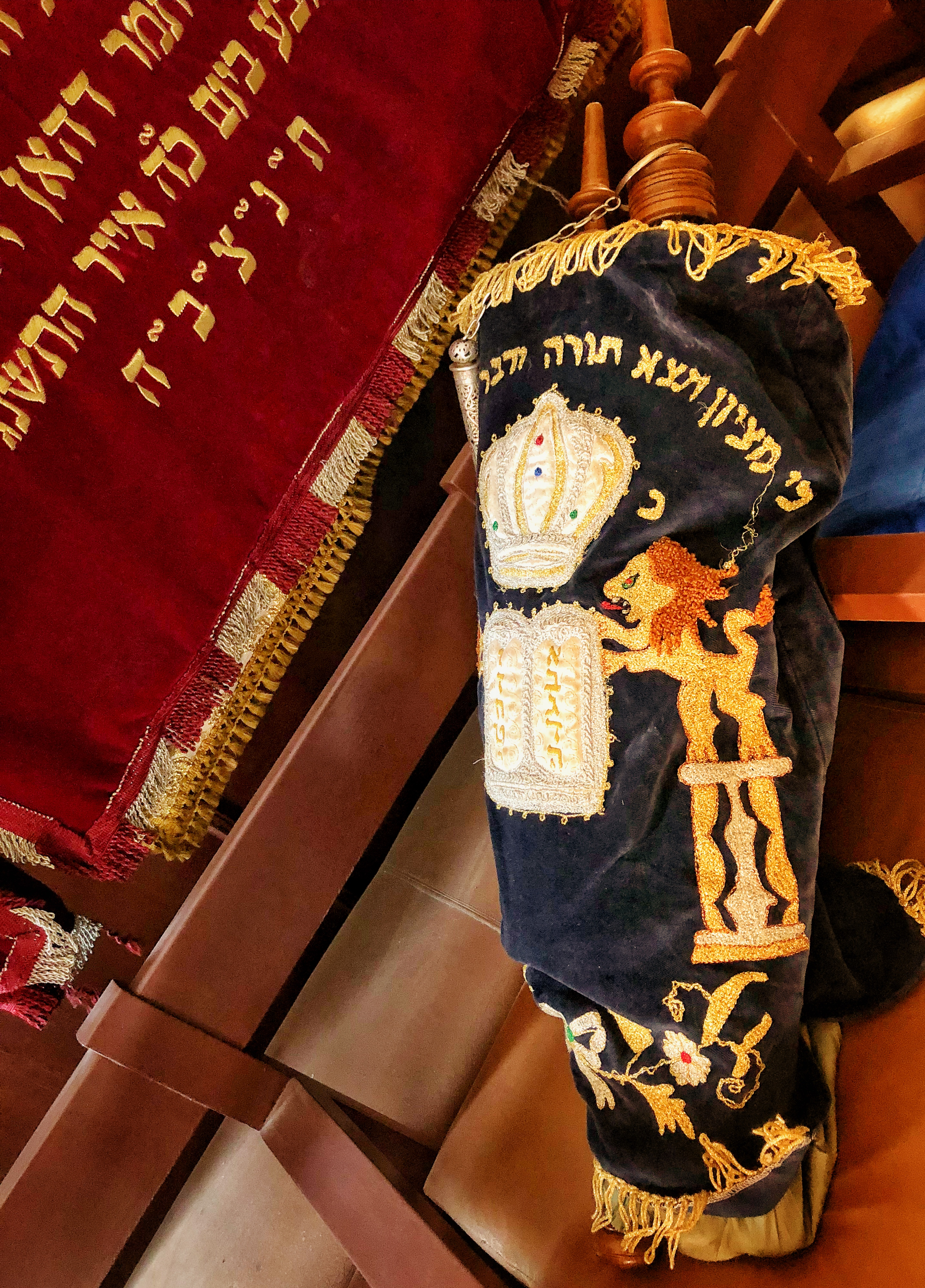
Sefer Torah.
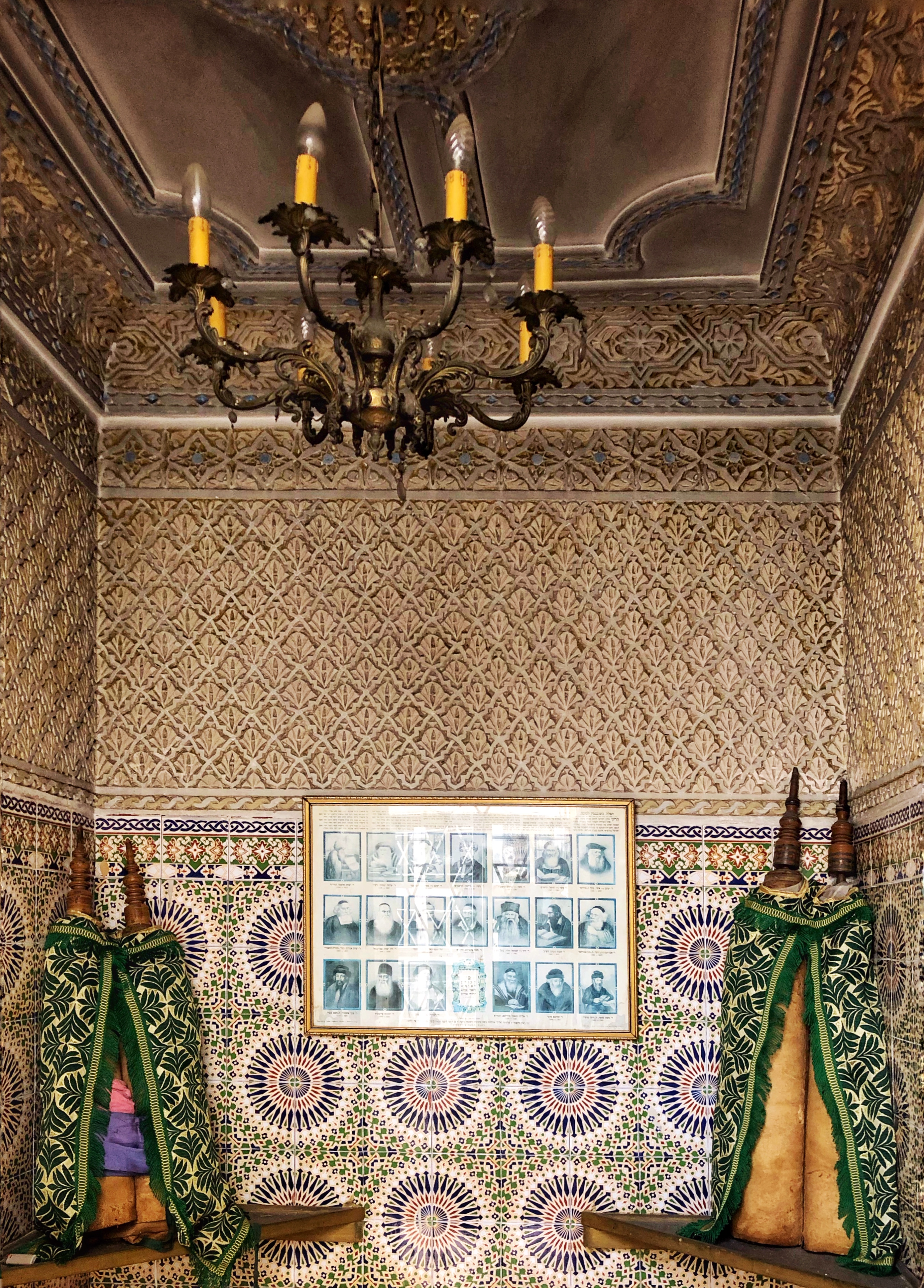
Deux rouleaux de la Torah dans une chambre donnant sur la basse-cour
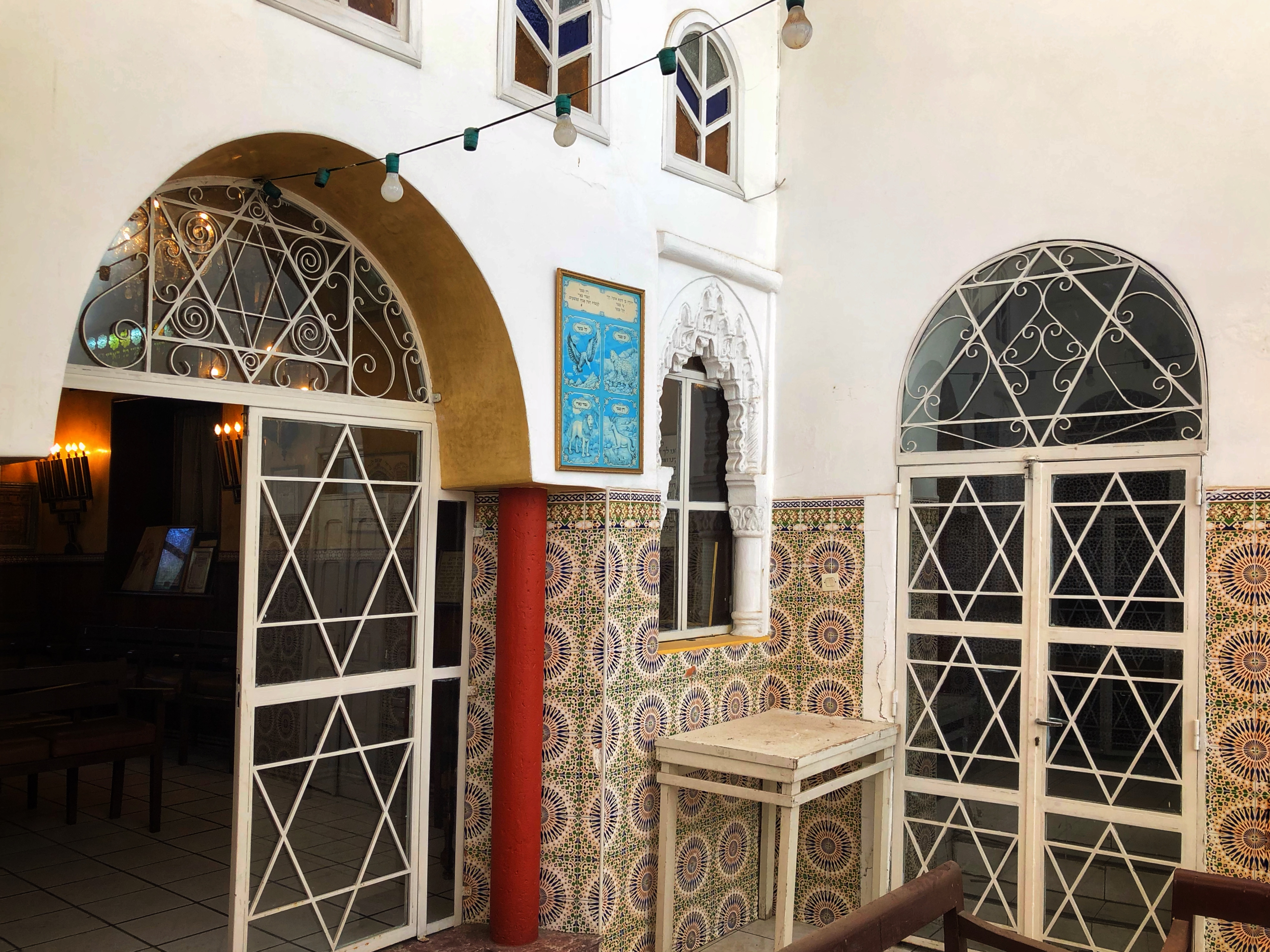
Basse-cour de la synagogue